# Gesamtkunstwerk

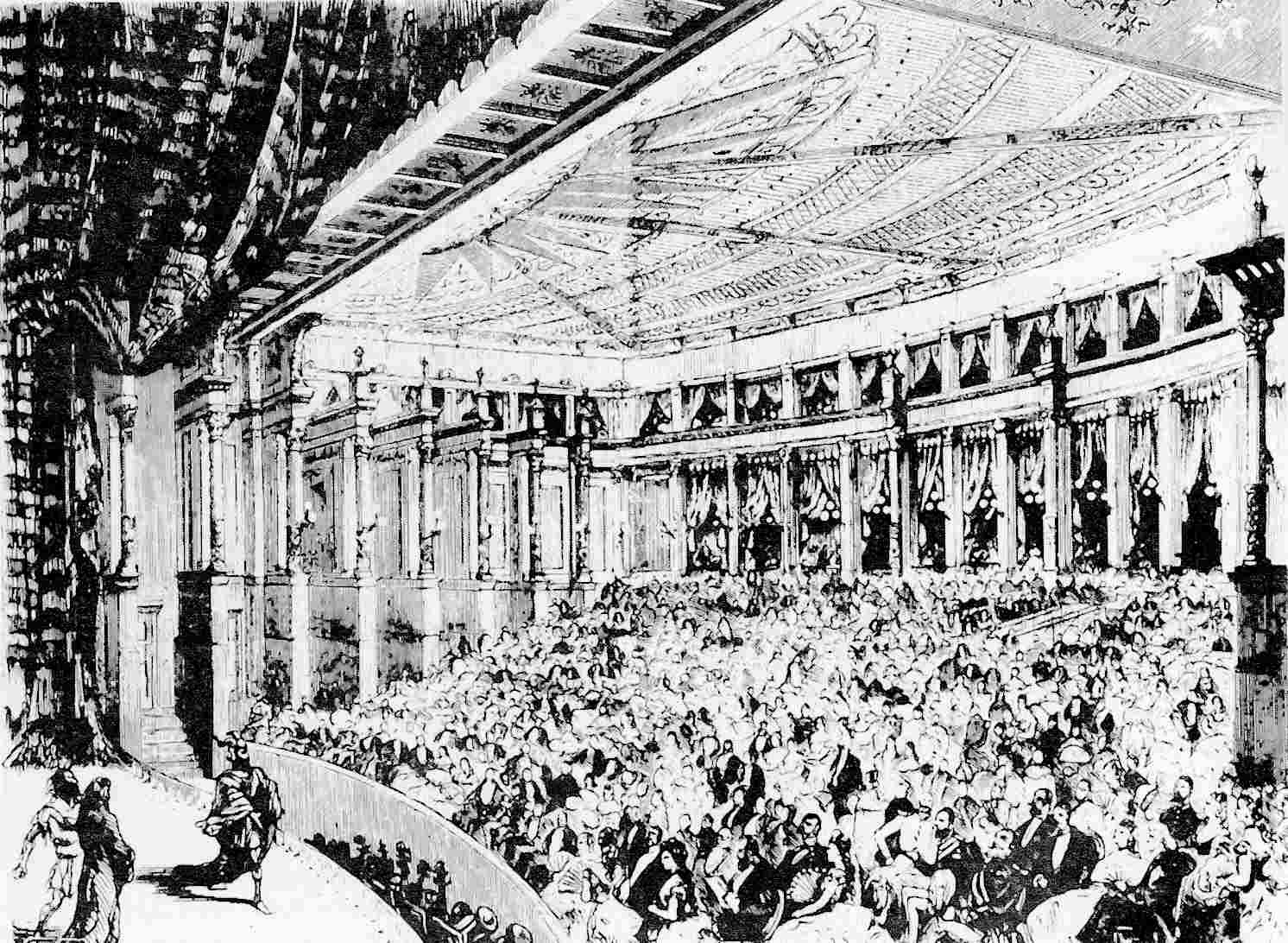
L'oro del Reno, Festspielhaus di Bayreuth, 1876

Gesamtkunstwerk (in tedesco "opera d'arte totale") è un termine che fu usato per la prima volta nel 1827 dallo scrittore e filosofo tedesco K. F. E. Trahndorff e poi utilizzato, a partire dal 1849, anche da Richard Wagner, che lo inserì all'interno del suo saggio Arte e rivoluzione (Die Kunst und die Revolution). Wagner cita come massima espressione della Gesamtkunstwerk l'arte teatrale dell'antica Grecia. Dopo poco tempo nel saggio L'Opera d'arte dell'avvenire (Das Kunstwerk der Zukunft), scritto lo stesso anno, sviluppa ancora il concetto ed infine nel suo Opera e dramma (Oper und Drama) del 1851 descrive nei dettagli la sua idea dell'unione fra opera e dramma, in cui le arti singole sono subordinate ad un unico proposito. 

## Significato
Il termine indicava l'ideale di teatro in cui convergono musica, drammaturgia, coreutica, poesia, arti figurative, al fine di realizzare una perfetta sintesi delle diverse arti. Futuristi, surrealisti e costruttivisti sembrano riconoscere nelle potenzialità del cinema le risposte alla lunga ricerca sull'opera d'arte totale, il potere di fondere, in misura superiore a qualsiasi altra espressione artistica, sensazioni tattili, visive, sonore, olfattive. Inoltre tale opera totale da un lato costituirà l'espressione più profonda dell'anima di un popolo, dall'altro sarà proiettata in un ambito di universalità.
Esempio supremo di tale concezione era, per il compositore di Bayreuth, la tragedia attica e specialmente eschilea, mentre in seguito, da Euripide fino alla tradizione operistica, in particolar modo italiana, l'ideale di Gesamtkunstwerk è andato incontro ad un progressivo deperimento; intento di Wagner era proprio quello di rifondare l'opera d'arte totale ed imporla come forma artistica perfetta e definitiva. Poco dopo Wagner, infatti, Aleksandr Skrjabin concepì il suo Prometeo o Poema del Fuoco, una grandiosa sinestesia artistica, per ottenere la quale progettò addirittura uno strumento che associava ad ogni nota un fascio di luce colorata che avrebbe dovuto inondare la sala. Un progetto, questo, talmente in anticipo sui tempi, che non fu possibile realizzarlo.
L'ideale di Gesamtkunstwerk è esaltato dagli artisti figurativi della Secessione viennese, tra cui Gustav Klimt, che progettano, scolpiscono, dipingono e decorano in vista di una fusione idealizzata delle varie arti.